# Jairo Martínez
Jairo Manfredo Martínez Puerto, meglio noto come Jairo Martínez (La Ceiba, 14 maggio 1978), è un ex calciatore honduregno, di ruolo attaccante.

## Carriera

### Club
Soprannominato "El Kiki", Jairo Martínez inizia la sua carriera nel Motagua nel 1997. Nel 2000 si trasferisce in Inghilterra per vestire la maglia del Coventry City dove rimane per due stagioni scendendo in campo 11 volte e segnando 3 reti. Dopo l'esperienza inglese torna al suo vecchio club del Motagua dove rimane fino al 2005 quando si trasferisce prima all'Altamira e poi all'Olimpia. Nel 2006 torna ancora una volta al Motagua dove conclude la carriera nel 2008 all'età di 30 anni, con il Motagua negli anni mise a segno 50 gol che lo resero il quinto calciatore più prolifico della storia del club di Tegucigalpa.

### Nazionale
Nel 2000 ha partecipato, insieme alla selezione honduregna, ai Giochi della XXVII Olimpiade di Sydney.
Jairo Martínez ha partecipato a quattro edizioni della CONCACAF Gold Cup, quella del 1998, del 2000, del 2003 e del 2007.

## Palmarès

### Club

#### Competizioni nazionali
- Campionato honduregno: 8

Motagua: 1997-1998 Apertura, 1997-1998 Clausura, 1999-2000 Apertura, 1999-2000 Clausura, 2006-2007 Apertura, 2007-2008 Apertura
Olimpia: 2005-2006 Apertura, 2005-2006 Clausura
- Supercoppa honduregna: 1

Motagua: 1997-1998

#### Competizioni internazionali
- Copa Interclubes UNCAF: 1

Motagua: 2007